# نبردناو کلاس کیی
نبردناو کلاس کیی (به انگلیسی: Kii-class battleship) یک کلاس از کشتی است که طول آن ۲۵۰ متر (۸۲۰ فوت ۳ اینچ) می‌باشد.